# French Interpreter Policeman
French Interpreter Policeman er en fransk stumfilm fra 1908 af Georges Méliès.